# Perturbação ionosférica súbita
Uma perturbação ionosférica súbita (PIS) é qualquer das diversas perturbações ionosféricas resultantes de ionização ou densidade de plasma anormalmente altas na região D da ionosfera, causadas por uma erupção solar e/ou evento de partícula solar. A PIS resulta num aumento súbito na absorção de ondas de rádio, que é mais severa nas médias frequências superiores e nas altas frequências inferiores, causando frequentemente interrupções ou interferências nos sistemas de telecomunicações.

## Descobrimento
O efeito Dellinger, às vezes chamado efeito Mögel-Dellinger, é outro nome para a perturbação ionosférica súbita. O efeito foi descoberto por John Howard Dellinger por volta de 1935 e também descrito pelo físico alemão Hans Mögel em 1930. Os eventos são caracterizados pelo início súbito e por uma recuperação que leva minutos ou horas.

## Causa
Quando uma erupção solar ocorre no Sol, uma explosão intensa de radiação ultravioleta e raios X (às vezes até de raios gama) atinge o lado iluminado da Terra, depois de um tempo de propagação de cerca de 8 minutos. Esta radiação de alta energia é absorvida por partículas atmosféricas, levando-as a estados de excitação e deixando elétrons livres no processo de fotoionização. As camadas ionosféricas de baixa altitude (regiões D e E) imediatamente aumentam em densidade em todo o lado iluminado. A perturbação ionosférica amplifica a propagação de frequências muito altas (VLF) de rádio. Cientistas na Terra podem usar esta amplificação para detectar erupções solares; monitorando a potência do sinal de um transmissor distante de VLF, a PIS é gravada e indica quando as erupções solares ocorrem. O pequeno efeito geomagnético na baixa ionosfera aparece como um pequeno gancho nas gravações magnéticas e é, portanto, chamado “efeito geomagnético de crochê” ou “efeito súbito de campo”.

## Efeitos nas ondas de rádio
Ondas curtas de rádio (na faixa de alta frequência) são absorvidas pelo aumento das partículas na ionosfera de baixa altitude, causando um completo apagão nas comunicações com rádio. Isto é chamado fadeout de ondas curtas. Esses fadeouts duram alguns minutos ou algumas horas e são mais severos nas regiões equatoriais, onde o Sol incide mais diretamente. A perturbação ionosférica amplifica a propagação de rádio de ondas longas (VLF). As PIS são observadas e gravadas monitorando-se a potência do sinal de transmissores VLF distantes. Existe um conjunto completo de subclasses de PIS, detectáveis por diferentes técnicas em vários comprimentos de onda: o fadeout de ondas curtas (short-wave fadeout – SWF), a Anomalia de Fase Súbita (Sudden Phase Anomaly – SPA), o Desvio Súbito de Frequência (Sudden Frequency Deviation – SFD), a Absorção Súbita de Ruído Cósmico (Sudden Cosmic Noise Absorption – SCNA), a Amplificação Súbita da Atmosfera (Sudden Enhancement of Atmospherics), etc.